# Der jüdische Arbeiter
Die Zeitung Der jüdische Arbeiter erschien in Wien in den Jahren 1927 bis 1934 mit dem Zusatz „Organ der jüdischen sozialdemokratischen Arbeiterorganisation Poale Zion Wien“. Der Vorgänger der Zeitung „Der Jüdische Arbeiter“ war „Unsere Tribüne. Organ der Jüdischen Sozialdemokratischen Arbeitsorganisation Poale Zion Wien“. Diese erschien 1924 bis 1926, ebenso wie anfangs der Jüdische Arbeiter wurde sie herausgegeben von Rudolf Glanz. 

## Erscheinungsweise
- ab 1927: 14-täglich, 2° (42 × 28 cm), 3-spaltig
- ab 1933: wöchentlich, 4-spaltig

## Impressum
- bis 22. Feb. 1927: Rudolf Glanz (Eig., Hrsg., Verl., v. Red.);
- bis 30. Apr. 1928: Josef Goldstaub (Eig., Hrsg., Verl., v. Red.);
- bis 1. Okt. 1930: Markus Lachs (Eig., Hrsg., Verl., v. Red.);
- bis 6. Nov. 1931: Franz Lustig (Eig., Hrsg., Verl., v. Red.);
- bis 29. Apr. 1933: Pinkas Kornblüh (Eig., Hrsg., Verl., v. Red.);
- bis 14. Dez. 1933: Jonas Jungermann (Eig., Hrsg., Verl., v. Red.);
- bis 5. Jan. 1934: Anna Wieselberg (Eig., Hrsg., Verl., v. Red.);
- 12. Jan. 1934: Julius Mamber (Eig., Hrsg., Verl., v. Red.);
- Redakteur: 19. Jan. – 9. Feb.1934: Julius Mamber.
- zuletzt: Zionistisch-Sozialistische Arbeiterorganisation Poale Zion Hitachduth

(Eig., Hrsg., Verl.)

## Drucker
- bis 16. Dez. 1932: Adria;
- bis 19. Mai 1933: Buchdruckerei Polygraphia A.G., Brünn;
- zuletzt: Adria.